# Grand Prix moto de Malaisie 2004
Le  Grand Prix moto de Malaisie 2004 est la quatorzième manche du championnat du monde de vitesse moto 2004. La compétition s'est déroulée du 8 au 10 octobre 2004 sur le circuit international de Sepang. C'est la 14e édition du Grand Prix moto de Malaisie.

## Classement final MotoGP
| Pos. | Pilote            | Constructeur | Temps           | Grille | Points |
| ---- | ----------------- | ------------ | --------------- | ------ | ------ |
| 1    | Valentino Rossi   | Yamaha       | 43 min 29 s 146 | 1      | 25     |
| 2    | Max Biaggi        | Honda        | +3 s 666        | 7      | 20     |
| 3    | Alex Barros       | Honda        | +9 s 299        | 2      | 16     |
| 4    | Nicky Hayden      | Honda        | +19 s 069       | 6      | 13     |
| 5    | Makoto Tamada     | Honda        | +21 s 155       | 5      | 11     |
| 6    | Loris Capirossi   | Ducati       | +21 s 268       | 11     | 10     |
| 7    | Sete Gibernau     | Honda        | +21 s 881       | 4      | 9      |
| 8    | Shinya Nakano     | Kawasaki     | +22 s 167       | 3      | 8      |
| 9    | Carlos Checa      | Yamaha       | +23 s 150       | 9      | 7      |
| 10   | Troy Bayliss      | Ducati       | +32 s 615       | 14     | 6      |
| 11   | Colin Edwards     | Honda        | +33 s 958       | 12     | 5      |
| 12   | Norifumi Abe      | Yamaha       | +44 s 302       | 16     | 4      |
| 13   | Ruben Xaus        | Ducati       | +55 s 235       | 15     | 3      |
| 14   | Yukio Kagayama    | Suzuki       | +1 min 09 s 580 | 20     | 2      |
| 15   | Jeremy McWilliams | Aprilia      | +1 min 10 s 376 | 18     | 1      |
| 16   | Garry McCoy       | Aprilia      | +1 min 16 s 134 | 19     |        |
| 17   | Nobuatsu Aoki     | Proton       | +1 min 55 s 097 | 21     |        |
| 18   | James Ellison     | Harris WCM   | +1 tour         | 23     |        |
| 19   | Youichi Ui        | Harris WCM   | +1 tour         | 24     |        |
| Abd. | Marco Melandri    | Yamaha       | Abandon         | 10     |        |
| Abd. | James Haydon      | Proton       | Abandon         | 22     |        |
| Abd. | Alex Hofmann      | Kawasaki     | Abandon         | 13     |        |
| Abd. | Neil Hodgson      | Ducati       | Abandon         | 17     |        |
| Abd. | John Hopkins      | Suzuki       | Abandon         | 8      |        |

## Classement final 250 cm3
| Pos  | Pilote            | Constructeur | Temps           | Grille | Points |
| ---- | ----------------- | ------------ | --------------- | ------ | ------ |
| 1    | Dani Pedrosa      | Honda        | 43 min 03 s 507 | 2      | 25     |
| 2    | Sebastian Porto   | Aprilia      | +13 s 513       | 1      | 20     |
| 3    | Toni Elías        | Honda        | +13 s 585       | 5      | 16     |
| 4    | Alex De Angelis   | Aprilia      | +25 s 027       | 4      | 13     |
| 5    | Randy de Puniet   | Aprilia      | +49 s 978       | 3      | 11     |
| 6    | Franco Battaini   | Aprilia      | +1 min 02 s 582 | 9      | 10     |
| 7    | Fonsi Nieto       | Aprilia      | +1 min 02 s 670 | 7      | 9      |
| 8    | Hugo Marchand     | Aprilia      | +1 min 09 s 360 | 12     | 8      |
| 9    | Chaz Davies       | Aprilia      | +1 min 09 s 492 | 18     | 7      |
| 10   | Naoki Matsudo     | Yamaha       | +1 min 20 s 994 | 17     | 6      |
| 11   | Alex Baldolini    | Aprilia      | +1 min 25 s 105 | 16     | 5      |
| 12   | Dirk Heidolf      | Aprilia      | +1 min 28 s 030 | 21     | 4      |
| 13   | Héctor Faubel     | Aprilia      | +1 min 30 s 746 | 20     | 3      |
| 14   | Jakub Smrž        | Honda        | +1 min 31 s 221 | 15     | 2      |
| 15   | Johann Stigefelt  | Aprilia      | +1 min 31 s 561 | 19     | 1      |
| 16   | Marcellino Lucchi | Aprilia      | +1 min 32 s 219 | 13     |        |
| 17   | David de Gea      | Honda        | +1 min 43 s 502 | 22     |        |
| 18   | Joan Olive        | Aprilia      | +1 min 48 s 609 | 24     |        |
| 19   | Grégory Leblanc   | Aprilia      | +1 min 48 s 812 | 25     |        |
| 20   | Radomil Rous      | Aprilia      | +2 min 07 s 022 | 27     |        |
| Abd. | Hiroshi Aoyama    | Honda        | Abandon         | 6      |        |
| Abd. | Alex Debón        | Honda        | Abandon         | 11     |        |
| Abd. | Taro Sekiguchi    | Yamaha       | Abandon         | 26     |        |
| Abd. | Roberto Rolfo     | Honda        | Abandon         | 10     |        |
| Abd. | Anthony West      | Aprilia      | Abandon         | 8      |        |
| Abd. | Erwan Nigon       | Yamaha       | Abandon         | 14     |        |
| Abd. | Sylvain Guintoli  | Aprilia      | Abandon         | 23     |        |

## Classement final 125 cm3
| Pos  | Pilote             | Constructeur | Temps           | Grille | Points |
| ---- | ------------------ | ------------ | --------------- | ------ | ------ |
| 1    | Casey Stoner       | KTM          | 43 min 10 s 360 | 3      | 25     |
| 2    | Andrea Dovizioso   | Honda        | +0 s 029        | 1      | 20     |
| 3    | Álvaro Bautista    | Aprilia      | +6 s 547        | 13     | 16     |
| 4    | Roberto Locatelli  | Aprilia      | +11 s 579       | 7      | 13     |
| 5    | Fabrizio Lai       | Gilera       | +17 s 136       | 10     | 11     |
| 6    | Julián Simón       | Aprilia      | +17 s 146       | 15     | 10     |
| 7    | Mattia Pasini      | Aprilia      | +24 s 985       | 17     | 9      |
| 8    | Gabor Talmacsi     | Malaguti     | +25 s 057       | 11     | 8      |
| 9    | Gino Borsoi        | Aprilia      | +25 s 262       | 18     | 7      |
| 10   | Steve Jenkner      | Aprilia      | +26 s 905       | 16     | 6      |
| 11   | Thomas Lüthi       | Honda        | +36 s 819       | 19     | 5      |
| 12   | Sergio Gadea       | Aprilia      | +45 s 558       | 23     | 4      |
| 13   | Dario Giuseppetti  | Honda        | +47 s 997       | 26     | 3      |
| 14   | Andrea Ballerini   | Aprilia      | +48 s 441       | 22     | 2      |
| 15   | Toshihisa Kuzuhara | Honda        | +1 min 06 s 926 | 28     | 1      |
| 16   | Jordi Carchano     | Aprilia      | +1 min 18 s 854 | 32     |        |
| 17   | Mike Di Meglio     | Aprilia      | +1 min 18 s 898 | 24     |        |
| 18   | Imre Tóth          | Aprilia      | +1 min 24 s 061 | 29     |        |
| 19   | Raymond Schouten   | Honda        | +1 min 27 s 129 | 33     |        |
| 20   | Lorenzo Zanetti    | Honda        | +3 tours        | 27     |        |
| Abd. | Vesa Kallio        | Aprilia      | Abandon         | 30     |        |
| Abd. | Gioele Pellino     | Aprilia      | Abandon         | 25     |        |
| Abd. | Ángel Rodríguez    | Derbi        | Abandon         | 21     |        |
| Abd. | Max Sabbatani      | Honda        | Abandon         | 34     |        |
| Abd. | Jorge Lorenzo      | Derbi        | Abandon         | 5      |        |
| Abd. | Marketa Janakova   | Honda        | Abandon         | 35     |        |
| Abd. | Mirko Giansanti    | Aprilia      | Abandon         | 9      |        |
| Abd. | Manuel Manna       | Malaguti     | Abandon         | 31     |        |
| Abd. | Marco Simoncelli   | Aprilia      | Abandon         | 4      |        |
| Abd. | Stefano Perugini   | Gilera       | Abandon         | 12     |        |
| Abd. | Pablo Nieto        | Aprilia      | Abandon         | 8      |        |
| Abd. | Lukas Pesek        | Honda        | Abandon         | 20     |        |
| Abd. | Mika Kallio        | KTM          | Abandon         | 6      |        |
| Abd. | Simone Corsi       | Honda        | Abandon         | 14     |        |
| Abd. | Héctor Barberá     | Aprilia      | Abandon         | 2      |        |